# Барон Сэндфорд

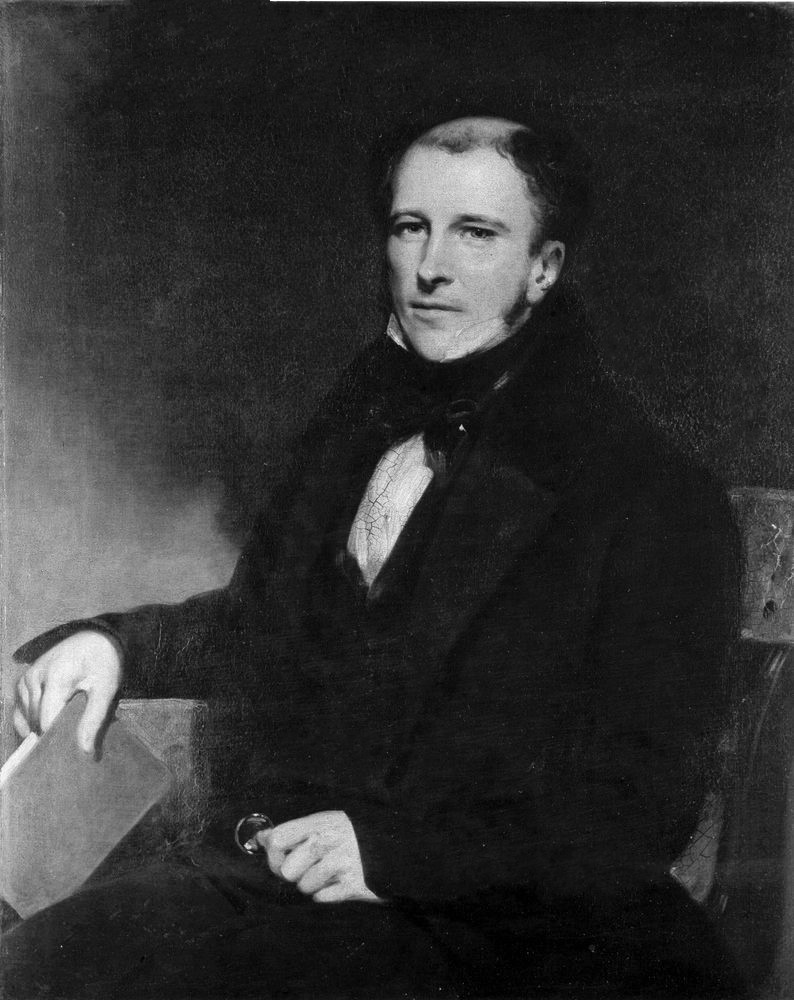
Сэр Дэниэл Сэндфорд, отец Фрэнсиса Сэндфорда, 1-го барона Сэндфорда

Барон Сэндфорд — наследственный дворянский титул, созданный дважды в британской истории в системе Пэрства Соединённого королевства (1891 и 1945 годы). Впервые титул барона Сэндфорда был создан 1 января 1891 года для сэра Фрэнсиса Сэндфорда (1824—1893), который сыграл важную роль в реализации Закона о начальном образовании 1870 года. В 1870—1884 годах он занимал должность заместителя государственного секретаря в комитете Совета по образованию. Он получил титул барона Сэндфорда из Сэндфорда в графству Шропшир. Он был сыном сэра Дэниэла Сэндфорда (1798—1838), политика и учителя греческого языка, внуком Дэниэла Сэндфорда (1766—1830), епископа Эдинбургского (1806—1830), братом Дэниэла Сэндфорда (1831—1906), епископа Тасмании (1883—1889), и родственником Чарльза Сэндфорда (1828—1903), епископа Гибралтара (1874—1903). После смерти бездетного Фрэнсиса Сэндфорда баронский титул угас.
Вторично титул барона Сэндфорда был создан 14 июля 1945 года для консервативного политика, сэра Джеймса Эдмондсона (1886—1959), который получил титул барона Сэндфорда из Банбери в графстве Оксфордшир. Он заседал в Палате общин от Банбери (1922—1945), занимал должности вице-камергера королевского двора (1929—1942) и казначея двора (1942—1945). Лорд Сэндфорд был сыном Джеймса Эдмондсона, который накопил состояние строительством новых общин в пригородном районе Лондона. Первоначально семья Эдмонсонов занималась фермерством в Камбрии. Ему наследовал его сын, Джон Сирил Эдмондсон, 2-й барон Сэндфорд (1920—2009). Вначале он служил в королевском флоте, но позднее стал священником. Лорд Сэндфорд также занимал незначительные должности в консервативном правительстве Эдварда Хита. 
По состоянию на 2024 год носителем титула являлся сын последнего, 3-й барон Сэндфорд (род. 1949), который сменил своего отца в 2009 году.

## Бароны Сэндфорд, первая креация (1891)
- 1891—1893: Фрэнсис Ричард Джон Сэндфорд, 1-й барон Сэндфорд (14 мая 1824 — 31 декабря 1893), старший сын сэра Дэниэла Сэндфорда (1798—1838)[1]

## Бароны Сэндфорд, вторая креация (1945)
- 1945—1959: Альберт Джеймс Эдмондсон, 1-й барон Сэндфорд (29 июня 1886 — 16 мая 1959), сын Джеймса Эдмондсона (ум. 1956)[2];
- 1959—2009: Коммандер Джон Сирил Эдмондсон, 2-й барон Сэндфорд (22 декабря 1920 — 13 июня 2009), старший сын предыдущего[3];
- 2009 — настоящее время: Джеймс Джон Моубрей Эдмондсон, 3-й барон Сэндфорд (род. 1 июля 1949), старший сын предыдущего[4];
  - Наследник титула: достопочтенный Девон Джон Эдмондсон (род. 1986), единственный сын предыдущего[5].